# Аршамбо II де Бурбон
Аршамбо́ II Старый (Зелёный) (фр. Archambaud II le Vieux (le Vert), 960/970 — 1031/1034) — сеньор де Бурбон с около 990 (?) года, сын Аршамбо I и Ротардис.

## Биография

### Правление
Возможно, именно Аршамбо II был упомянут в акте 995 года. Однако первое достоверное известие о нём относится к 1010/1011 году, когда Аршамбо подписал акт о дарении земельной собственности. Позже он упоминается в ряде документов 1028—1031 годов и, возможно, в 1034 году.
Согласно некрологу монастыря Сувиньи, Аршамбо умер 12 июня.

### Брак и дети
Жена: Эрменгарда (ум. после 1034), возможно дочь Герберта, сеньора де Сюлли. Дети:
- Аршамбо III Молодой (ок. 1000—1078), сеньор де Бурбон
- Альбуин (ум. после 1025)
- Жеро (ум. после 1025)
- Аймон (ум. 1071), архиепископ Буржа с 1030 года